# Terra de Areia
Terra de Areia é um município brasileiro do estado do Rio Grande do Sul. Localizado no vale do Rio Três Forquilhas, juntamente com os municípios de Três Forquilhas e Itati.

## História
Foi a partir do vale das Três Forquilhas que se iniciou a povoação da região, especialmente por descendentes de portugueses, alemães, italianos, poloneses, afro-brasileiros, indígenas e japoneses. Os primeiros sesmeiros chegaram no século XVIII, entre eles Joaquim Antônio de Quadros, um dos mais conhecidos colonizadores, cujo sobrenome serviu para denominar a grande lagoa existente na região, a Lagoa dos Quadros.
Foram esses imigrantes alemães que designaram o lugar como Terra de Areia, pelas características do solo da região colonizada, nome pelo qual mais tarde passou a ser conhecido também o núcleo urbano que se formou no lugar, hoje sede do município.
No final dos anos 1800, a economia do vale teve aquecimento importante, em decorrência da navegação através das lagoas Itapeva e Quadros, as quais foram unidas por um sangradouro. Aliado a isso, instalou-se e desenvolveu-se o porto do Rio Cornélios (rio também conhecido como Sangradouro de Cornélios), porto movimentado e repleto de agitação e progresso, que exportava abacaxi e banana em larga escala para outras cidades do Estado nos tempos em que a malha rodoviária ainda era incipiente.
Registre-se ainda outro salto econômico da região, ocorrido a partir de 1968, quando lá chegaram  inúmeros descendentes de japoneses, obstinados pelo trabalho, dando grande contribuição ao desenvolvimento do núcleo populacional de Terra de Areia.
Distante 153 km de Porto Alegre, o asfaltamento da BR-101 ocorreu em 1968 e deu ainda mais projeção ao pequeno povoado, à época ainda distrito de Osório. Aos poucos o movimento emancipacionista tomou forma e resultou na emancipação em 1988. Atualmente, a BR-101 está duplicada, o que aumentou ainda mais o movimento no município e, com a construção do Túnel do Morro Alto, diminuiu para 140 km a distância até a Capital.
Os prefeitos na história da cidade: Generi Máximo Lipert - PMDB (1988-1991/1996-1999/2005-2008); Nédio Perusso - PDT (1992-1995); José Alberto Sarate - PP (2000-2004) e Joelci da Rosa Jacobs - PP (2009-2012/2013-2016). Em 2012, ocorreu a primeira reeleição na história de Terra de Areia, em que o prefeito Joelci da Rosa Jacobs (Pardal), do Partido Progressista, assumiu, por um segundo mandato, a Prefeitura da cidade.

## Geografia
O município de Terra de Areia foi criado em 13 de abril de 1988 pela Lei Estadual nº 8561.
Localiza-se a uma latitude 29º35'07" sul e a uma longitude 50º04'15" oeste, estando a uma altitude de 14 metros. 
Possui uma área territorial de 142,304 km².
O Código de Endereçamento Postal (CEP) é 95535-000. 
O município conta com as águas do Rio Três Forquilhas (Rio Depósito), riachos, cachoeiras, praias, Lagoa Itapeva e Lagoa dos Quadros.
Em 2006, a população estimada era de 10.732 habitantes, em 2010 era de 9.978 habitantes.
No último censo do IBGE, de 2022, a população de Terra de Areia era de 10.334 habitantes. A densidade demográfica era, em 2022, de 72,62 hab/km².
No ano de 2010 seu Índice de Desenvolvimento Humano Municipal (IDHM) era de 0,689 com Salário médio mensal dos trabalhadores formais equivalente a 1,9 salários mínimos em 2022.

### Bairros e Distritos

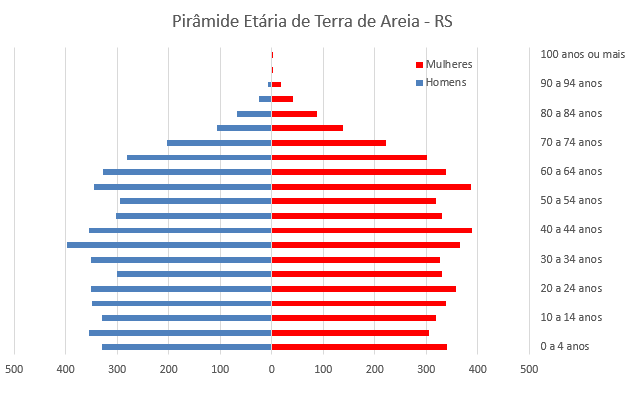
Pirâmide Etária de Terra de Areia - RS - 2022, disponível em:

Em 2010, o município possuía dois distritos: Terra de Areia (sede) com população de 8.906 e Sanga Funda com 972 habitantes, e também 3 bairros: Centro (2.674), Bela Vista (1.129) e Serraria (326).

### Praias
O município possuía, em 2020, três localidades (AUI) de praia de mar: Miramar, Nova Curumim e Ibicuí-Santa Rita de Cássia.

### Indicadores
Com base no IBGE Cidades, os dados mais recentes são:
- Taxa de escolarização de 6 a 14 anos (2010): 98,50%
- Expectativa de vida ao nascer (2010): 74,75 anos
- Coeficiente de mortalidade infantil (2022): 32,52 por mil nascidos vivos
- PIB per capita (2021): R$ 25.729,73
- Salário médio mensal dos trabalhadores formais (2022): 1,9 salários mínimos.

A taxa de analfabetismo em 2010 era de 7,25%.